# Thrill the World

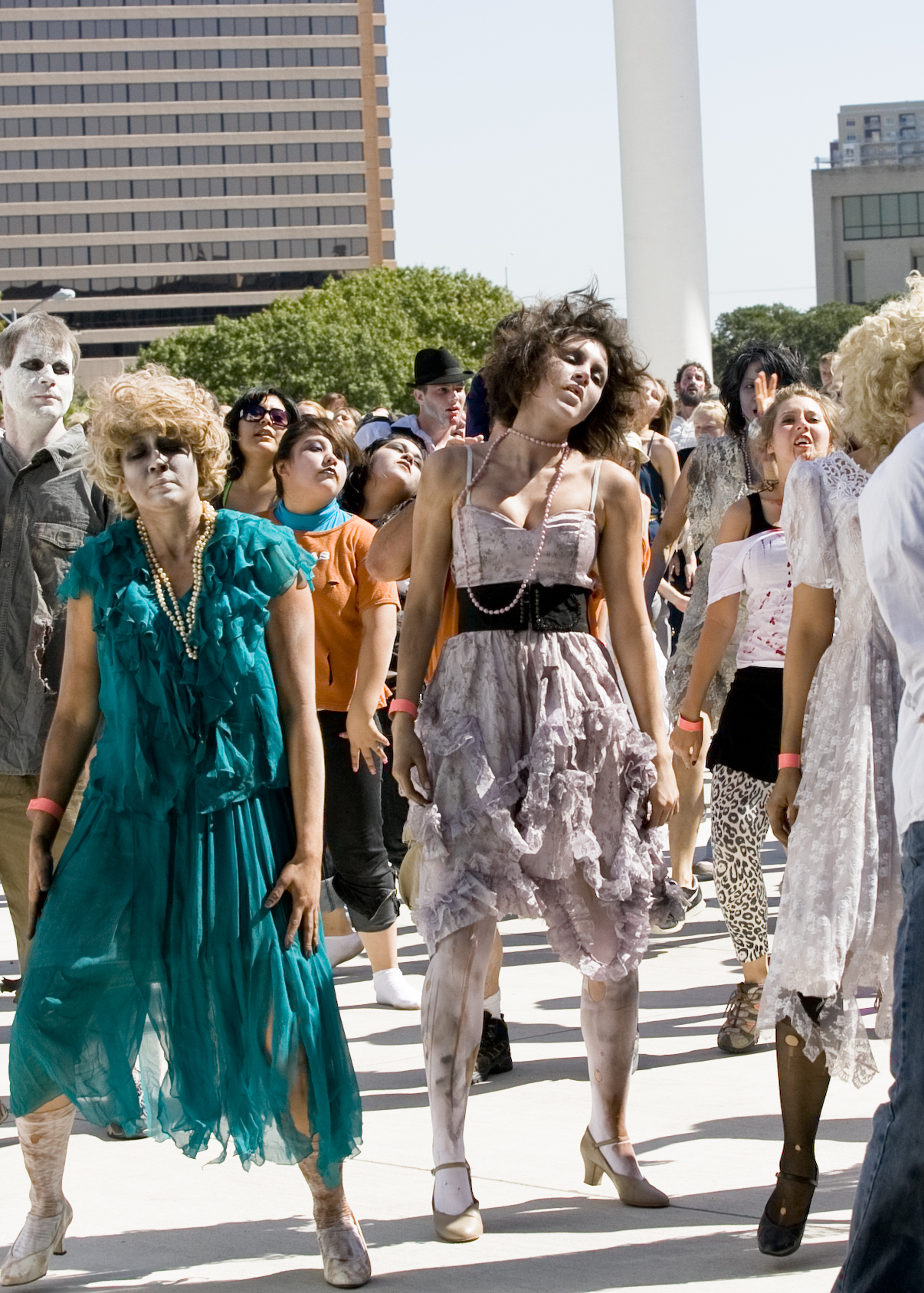
Танцоры на Thill the World 2008 в Остине, Техас

Thrill the World (букв. «Заставь мир дрожать») — международная танцевальная акция, попытка побить мировой рекорд, которой заключается в имитации танца зомби из видеоклипа на песню Майкла Джексона «Thriller» с привлечением максимального количества танцующих. Название является аллюзией на другую песню из репертуара Джексона — «Heal the World». В акции охотно участвуют люди всех возрастов.
Первый раз акция была проведена в 2006 году, тогда в ней приняло участие 62 человека. В 2007 — 1 722 человек в 80 городах из 17 стран.
Создателем и мировым организатором акции является Инес Маркелевич.

## Хронология проведения акции

### 2006
Год зарождения акции. Количество участников тогда составило 62 человека, что позволило попасть мероприятию в книгу «Рекордов Гиннесса», так как этот танец впервые оказался массовым.

### 2007
С появлением сайта TTW об акции стали узнавать в других странах, помимо США. Таким образом, к этой акции решили присоединиться Шотландия, Хорватия, Италия и другие. Предыдущий рекорд был побит и количество участников уже составляло 1 722 человека из 52 городов и 5 континентов.

### 2008

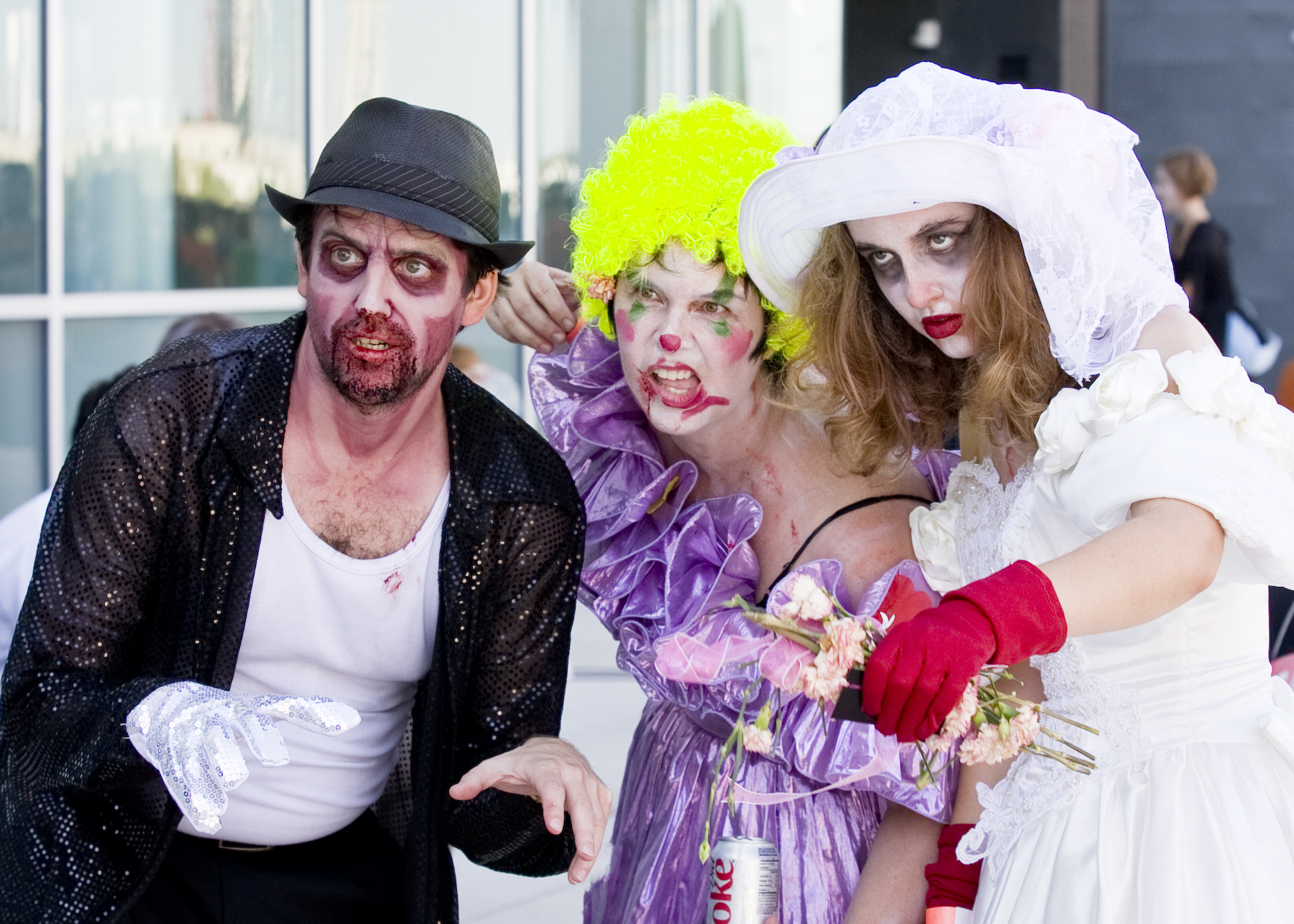
Thrill the World 2008 в Остине, Техас

25 октября был установлен новый рекорд. В акции приняли участие свыше 4 тысяч человек (4 179) из 10 стран: Австралия, Канада, Англия, Германия, Ирландия, Саудовская Аравия, Новая Зеландия, Шотландия, США, Уэльс.

### 2009

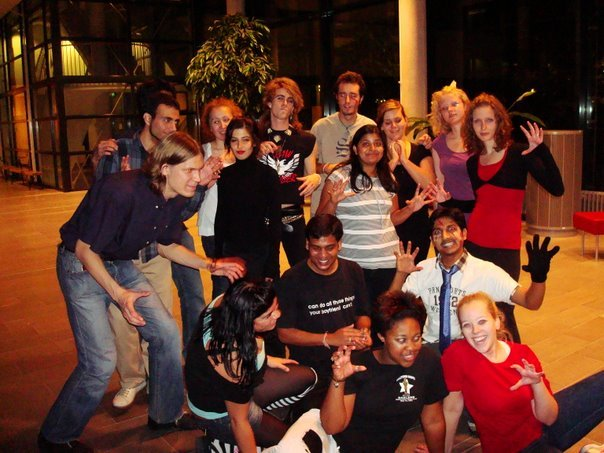
Thrill the World 2009 в Вестеросе, Швеция

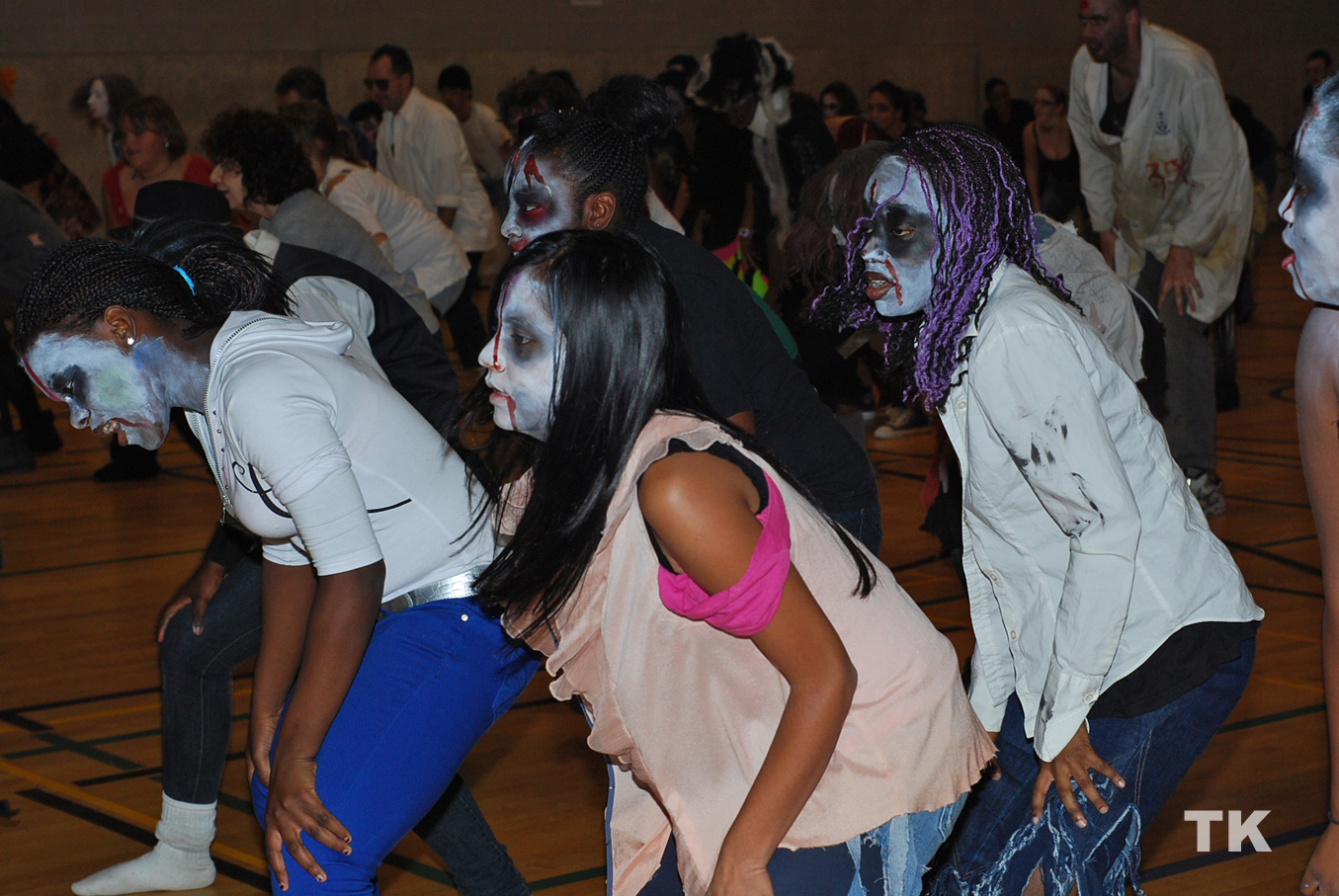
Thrill the World 2009 in в Торонто, Канада

В 2009 году к акции присоединилась Россия (Москва и Саратов). Таким образом, количество участников возросло в 5,5 раз, составив 22 571 человек из 34 стран и 250 городов.
Thrill The World 2009 состоялся 24—25 октября.

### 2010
Акция прошла в 30 странах, в том числе и во многих городах России: Санкт-Петербург, Москва, Тула, Сыктывкар.

### 2011
В день проведения TTW2010 была проанонсирована дата проведения акции в 2011 году: 29—30 октября с 02:00 по 14:00 (UTC).